# 2575 Bulgaria
A 2575 Bulgaria (ideiglenes jelöléssel 1970 PL) a Naprendszer kisbolygóövében található aszteroida. Tamara Mihajlovna Szmirnova fedezte fel 1970. augusztus 4-én.